# مطار يليفيسكا
مطار يليفيسكا (بالفنلندية: Ylivieskan lentokenttä)‏ (إياتا: YLI، إيكاو: EFYL) هو مطار يقع في فاهاكانغاس (بالفنلندية: Vähäkangas)‏، يليفيسكا، فنلندا، على بعد حوالي 10 كيلومتر (6 ميل) شرق-جنوب شرق مركز مدينة يليفيسكا.
تم افتتاح المطار في عام 1982 ليحل محل المطار القديم في نيمينكيل (بالفنلندية: Niemenkylä)‏.

## روابط خارجية
- بلدة يليفيسكا - مطار يليفيسكا باللغة الفنلندية
- VFR Suomi / فنلندا - مطار يليفيسكا
- Lentopaikat.net - مطار يليفيسكا باللغة الفنلندية